# PAPILLON (島谷ひとみのアルバム)
『PAPILLON』（パピヨン）は、島谷ひとみの1枚目のオリジナル・アルバム。2001年6月27日発売 (AVCD-11944)。12インチ シングルレコード (RR12-88216) も同日発売された。発売元はavex trax。

## 解説
- 「PAPILLON」はフランス語で「蝶」の意。
- ラテンなどエキゾチック系の色が表れているアルバム。
- 初回限定盤のみボーナストラック「パピヨン 〜papillon〜 (eastern butterfly)」収録。
- デビュー曲である「大阪の女」は演歌であるためか、収録されていない。Blue-Eye-Landとして発売した「涙くんさよなら」や、シングル・カップリング曲の「風の街」「手のひら」「Eternity」「Boys don't cry」も収録されていない。

## 収録曲
1. パピヨン 〜papillon〜
日本語詞：康珍化 / 作詞・作曲：JANET JACKSON, JAMES HARRIS III AND TERRY LEWIS / 編曲：大槻"KALTA"英宣、上野圭市
日本テレビ系『FUN』FUN'S RECOMMEND #015
3rdシングル。ジャネット・ジャクソン「Doesn't Really Matter」のカバー。
2. Fantasista
作詞：村野直球 / 作曲・編曲：迫茂樹
3. 市場に行こう
作詞：康珍化 / 作曲・編曲：迫茂樹
TBS系『ワンダフル』6月度テーマソング
4thシングル。
4. Last Shooting Star
作詞：野宮ユリエ / 作曲・編曲：大槻"KALTA"英宣
5. his rhythm
作詞：野宮ユリエ / 作曲：羽場仁志 / 編曲：大槻"KALTA"英宣
6. 解放区 (album version)
kanebo『REVUE』TVCMイメージソング
2ndシングルのアルバム・バージョン。
7. motto…
日本語詞：島谷ひとみ / 作詞・作曲：MANNY BENITO, JIMMY GRECO AND RAY CENTERAS / 編曲：大槻"KALTA"英宣
ジェニファー・ロペス「Si Ya Se Acabo」のカバー。島谷が初めて作詞（日本語詞）を手がけた楽曲。
8. SPLASH
作詞：康珍化 / 作曲・編曲：上野圭市
4thシングル「市場に行こう」のカップリング曲。
9. sugary
作詞：野宮ユリエ / 作曲・編曲：山本“ジョージ”委千夫
10. thanksful
作詞：山本成美 / 作曲：shungo. / 編曲：大槻"KALTA"英宣
11. 絶対温度
作詞：村野直球 / 作曲・編曲：大槻"KALTA"英宣
12. Thinking of you
作詞：村野直球 / 作曲・編曲：Face 2 fAKE

bonus track（初回限定盤のみ）
1. パピヨン 〜papillon〜 (eastern butterfly)
日本語詞：康珍化 / 作詞・作曲：JANET JACKSON, JAMES HARRIS III AND TERRY LEWIS / 編曲：大槻"KALTA"英宣、上野圭市
3rdシングルのリアレンジ・バージョン。